# Arctornis cloanges
Arctornis cloanges är en fjärilsart som beskrevs av Collenette 1935. Arctornis cloanges ingår i släktet Arctornis och familjen tofsspinnare. Inga underarter finns listade i Catalogue of Life.